# Demodamas
Demodamas (em grego: Δημοδάμας) (século III a.C.), foi um funcionário do Império Selêucida.

## Biografia
Demodamas nasceu em Mileto, e era filho de Aristides. Ele serviu como general dos Selêucidas sob Seleuco I Nicátor e Antíoco I Sóter. Por volta de 294-293 e 281-280 a.C., Demodamas serviu como sátrapa dos selêucidas em Báctria e Sogdiana. Na época, ele empreendeu expedições militares pelo rio Sir Dária para explorar as terras dos Citas, durante as quais ele avançou mais para o norte do que qualquer outro gregos antes dele, com a possível exceção de Alexandre, o Grande. Durante a expedição ele repovoou Alexandria Escate, que havia sido destruída por um ataque bárbaro. Demodamas escreveu mais tarde um relato autobiográfico de suas expedições na Ásia Central, que serviu como uma importante fonte para os geógrafos romanos Estrabão e Plínio, o Velho.